# Carlo Cavalcabò (signore di Cremona dal 1404)

Stemma dei Cavalcabò.

Carlo Cavalcabò (Cremona, 1375 circa – Maccastorna, 24 luglio 1406) è stato un politico italiano.

## Biografia
Era figlio di Giovanni (Cavalcabò) Cavalcabò, fratello di Ugolino.
Nel 1404 venne proclamato signore di Cremona, con l'appoggio militare del condottiero Cabrino Fondulo.
Il 24 luglio 1406, dopo una visita ai Visconti di Milano, fu ospitato col suo seguito nel castello di Maccastorna da Cabrino Fondulo, il quale, aiutato dai suoi sgherri, dopo la cena sgozzò lui e altri 70 ospiti, che erano al seguito del Cavalcabò, e ne buttò i corpi nel pozzo delle taglie, autoproclamandosi signore di Cremona.

## Discendenza
Carlo sposò una figlia di Giovanni Vignati, signore di Lodi, ma non ebbero figli.